# فيكتور إل. روبلس
فيكتور إل. روبلس (بالإنجليزية: Victor L. Robles)‏ هو سياسي أمريكي، ولد في 15 يونيو 1945. حزبياً، نشط في الحزب الديمقراطي. وقد انتخب عضو جمعية ولاية نيويورك.